# Тутунджан, Леон Артур
Леон Артур Тутунджан (фр. Léon Arthur Tutundjian, арм. Լևոն Թյությունջյան; 1905, Амасья, Османская империя — 1968, Париж, Франция) — французский художник, пионер абстракционизма.    

## Биография
Тутунджан родился в Амасье в Османской империи. Его отец был учителем физики и химии. Леон Тутунджан начал рисовать в возрасте 14 лет и учился в Стамбульской школе изящных искусств. Он бежал от геноцида армян в возрасте 17 лет и поселился в армянском монастыре в Венеции, но уже тогда был настроен переехать в Париж.
Леон Тутуджан приехал в Париж в 1924 году. Работая в керамической студии, он вскоре подружился с коллегами-художниками Ервандом Кочаром и Давидом Какабадзе. Оба оказали значительное влияние на стиль Тутуджана. Его ранние работы очень разнообразны и охватывают направления от фигуративного искусства до кубизма и коллажа. С 1926 года он фокусируется на геометрической и органической абстракции.
В 1928 году Тутунджан создал серию рельефов. Эти работы, а также его участие в создании движения «Конкретное искусство» принесли ему признание в кругах парижского авангарда.
Стиль Леона Тутуджана неоднократно менялся на протяжении всей его творческой карьеры, но оставался его уникальным и мгновенно узнаваемым. Его первая персональная выставка в Galerie des Editions Bonaparte в Париже в 1930 году прошла с огромным успехом. Он продолжал участвовать в групповых выставках и проводить персональные выставки, в основном во Франции.
После смерти художника его работы были представлены на многих международных выставках, а совсем недавно в 2019 году его память была отмечена двумя персональными выставками в Барселоне и Мадриде.